# NGC 907
NGC 907 је спирална галаксија у сазвежђу Кит која се налази на NGC листи објеката дубоког неба.
Деклинација објекта је - 20° 42' 41" а ректасцензија 2h 23m 1,7s. Привидна величина (магнитуда) објекта NGC 907 износи 12,6 а фотографска магнитуда 13,2. Налази се на удаљености од 20,761 милиона парсека од Сунца. NGC 907 је још познат и под ознакама ESO 545-10, MCG -4-6-34, UGCA 28, IRAS 02207-2056, PGC 9054.